# Гай Марий Марцел Октавий Публий Клувий Руф
Вижте пояснителната страница за други личности с името Гай Марий.
Гай Марий Марцел Октавий Публий Клувий Руф (на латински: Gaius Marius Marcellus Octavius Publius Cluvius Rufus) е сенатор на Римската империя през 1 век.
Осиновен е от Октавий или Клувий. През 80 г. той е суфектконсул на мястото на Квинт Аврелий Пактумей Фронтон заедно с Луций Елий Ламия Плавций Елиан.
Плиний Млади пише за него.